# The Sentimental Bloke (film 1919)
The Sentimental Bloke (titolo italianizzato Un tipo sentimentale) è un film muto del 1919 diretto da Raymond Longford. È basato sul poema The Songs of a Sentimental Bloke di C.J. Dennis adattato e sceneggiato per lo schermo da  Raymond Longford e Lottie Lyell che, all'epoca, era la coppia cinematografica più conosciuta in Australia.
I protagonisti del film erano la stessa Lottie Lyell e Arthur Tauchert, un famoso attore di vaudeville.

## Produzione
Il film fu prodotto da Raymond Longford per la Southern Cross Feature Film Company di Adelaide (Australia).

### Luoghi delle riprese
IMDb locations
- Adelaide, South Australia, Australia: (shots of sunsets & sunrises for the intertitles)
- Bondi, New South Wales, Australia: (interni) (open air sets)
- Hornsby Valley, New South Wales, Australia: (orchard scenes) (near Sydney)
- Manly Beach, Manly, Sydney, New South Wales, Australia
- New South Wales, Australia
- Royal Botanic Gardens, Sydney, New South Wales, Australia: (con il nome Royal Botanical Gardens)
- South Australia, Australia: (shots of sunsets & sunrises for the intertitles)
- Sydney, New South Wales, Australia
- Wonderland City, Bondi, New South Wales, Australia: (interni) (open air sets)
- Woolloomooloo, Sydney, New South Wales, Australia

## Distribuzione
La prima del film si tenne a Melbourne il 4 ottobre, seguita da un'altra a Sydney il 18 ottobre 1919.

### Date di uscita
IMDb
- Australia	4 ottobre 1919	 (Melbourne)
- Australia	18 ottobre 1919	 (Sydney)
- Giappone	4 ottobre 2006	 (Australian Film Festival)

Alias
- Sentymentalny chlopak	Polonia

## Differenti versioni
Il poema di C.J. Dennis fu portato varie volte sullo schermo:
- The Sentimental Bloke di Raymond Longford (1919)
- The Sentimental Bloke di F.W. Thring (1932)
- The Sentimental Bloke Film TV di Alan Burke (1976)

La versione del 1919 fu seguita da Ginger Mick di Raymond Longford (1920)